# Dobin am See
Dobin am See es un municipio situado en el distrito de Ludwigslust-Parchim, en el estado federado de Mecklemburgo-Pomerania Occidental (Alemania), a una altura de 63 metros. Su población a finales de 2016 era de 1929 habs. y su densidad poblacional, 55 hab/km².

## Historia
Este municipio se creó el 14 de junio de 2004.